# Södra Gudmundtjärnen
Södra Gudmundtjärnen är en sjö i Mora kommun i Dalarna och ingår i Dalälvens huvudavrinningsområde. Sjön har en area på 0,055 kvadratkilometer och ligger 412,2 meter över havet.

## Delavrinningsområde
Södra Gudmundtjärnen ingår i det delavrinningsområde (676855-139621) som SMHI kallar för Utloppet av Ejstsjön. Medelhöjden är 366 meter över havet och ytan är 10,9 kvadratkilometer. Räknas de 5 avrinningsområdena uppströms in blir den ackumulerade arean 80,42 kvadratkilometer. Littran som avvattnar avrinningsområdet har biflödesordning 4, vilket innebär att vattnet flödar genom totalt 4 vattendrag innan det når havet efter 386 kilometer. Avrinningsområdet består mestadels av skog (81 procent). Avrinningsområdet har 0,31 kvadratkilometer vattenytor vilket ger det en sjöprocent på 2,9 procent.